# Werneckiella ocellata
Werneckiella ocellata är en insektsart som först beskrevs av Piaget 1880.  Werneckiella ocellata ingår i släktet Werneckiella och familjen pälslöss. Inga underarter finns listade i Catalogue of Life.